# Nicole Tomczak-Jaegermann
Nicole Tomczak-Jaegermann, née le 8 juin 1945 à Paris et morte le 17 juin 2022 à Edmonton (Canada), est une mathématicienne polono-canadienne.

## Formation
Elle obtient ses diplômes de maîtrise (1968) et de doctorat (1974) de l'université de Varsovie. Sa thèse de doctorat est supervisée par Aleksander Pelczynski. Elle reste à l'université de Varsovie de 1975 à 1983, avant de partir au Canada. De 1981 à 1983 elle est professeure invitée à l'Université A&M du Texas.
Elle enseigne maintenant les mathématiques à l'université de l'Alberta, elle est titulaire de la Chaire de recherche du Canada en analyse géométrique.

## Travaux
Elle s'intéresse particulièrement à l'analyse fonctionnelle et à l'analyse géométrique. Elle est une des plus grandes spécialistes[réf. nécessaire] de la théorie des espaces de Banach de dimension infinie, de l'analyse géométrique asymptotique. Ses recherches explorent de façon originale les interactions entre ces deux courants de l'analyse fonctionnelle moderne.
Ses travaux, notamment ceux qu'elle a menés avec R. Komorowski (1955–2003) en 1995, sont essentiels à la solution du problème des espaces homogènes, posé par Stefan Banach en 1932 et résolu par le médaillé Fields Timothy Gowers.
Son ouvrage de 1989 sur les distances de Banach–Mazur est également très souvent cité en référence.

## Prix et distinctions
En 1996, Nicole Tomczak-Jaegermann est élue membre de la Société royale du Canada. En 1997 elle bénéficie d'une bourse Killam. En 1999 elle est lauréate du prix Krieger-Nelson de la Société mathématique du Canada et en 2006 elle reçoit le Prix CRM-Fields-PIMS.
Elle est co-rédactrice en chef du Canadian Journal of Mathematics et du Canadian Mathematical Bulletin.
En 1998 elle est conférencière invitée au congrès international des mathématiciens à Berlin avec une conférence intitulée From finite to infinite dimensional phenomena in geometric functional analysis on local and asymptotic level''.

## Publications
- Banach-Mazur-Distances and Finite Dimensional Operator Ideals, Pitman monographs and Surveys in Pure and Applied Mathematics, n°38, Harlow: Longman Scientific & Technical 1989.
- (en) Hermann König (de) et Nicole Tomczak-Jaegermann, « Norms of minimal projections », dans J. Funct. Anal., vol. 119, 1994, p. 253-280, arXiv:math/9211211